# Le Brévent
Le Brévent (2.525 m s.l.m.) è una montagna della Catena delle Aiguilles Rouges nelle Prealpi di Savoia. Si trova nel dipartimento francese dell'Alta Savoia.
La montagna è collocata a nord-ovest di Chamonix-Mont-Blanc ed offre una grande visione sul Massiccio del Monte Bianco. La vetta è raggiunta da una funivia che parte da Chamonix.